# Championnat d'Islande de football 1997
Navigation
Saison précédente Saison suivante
La saison 1997 du Championnat d'Islande de football était la 86e édition de la première division islandaise. Les 10 clubs jouent les uns contre les autres lors de rencontres disputées en matchs aller et retour.
L'ÍA Akranes, tenant du titre depuis cinq saisons, a tenté de le conserver face aux neuf meilleurs clubs du pays. Pour la première fois de son histoire, le club de l'UMF Skallagrimur participe au championnat d'Islande de première division.
L'ÍBV Vestmannaeyjar met fin au règne de l'ÍA Akranes, en terminant en tête du championnat. Le club remporte le 2e titre de champion d'Islande de son histoire après celui obtenu en 1979. L'IBV est tout près de réaliser le doublé puisqu'il perd aux tirs au but en match d'appui de la finale de la Coupe d'Islande, après le nul de la première rencontre. Le champion sortant, l'IA Akranes, termine 2e, à seulement 3 points. Le Leiftur Ólafsfjörður, qui se classe 3e pour la deuxième fois d'affilée, termine à 8 points de l'IA.
En bas du classement, l'un des promus, l'UMF Skallagrimur redescend dès la fin de saison en 2. Deild, tout comme le Stjarnan Gardabaer. Le Stjarnan termine dernier avec seulement 7 points (1 victoire et 4 nuls en 18 matchs), un record de points depuis le Haukar Hafnarfjörður en 1979, qui n'avait marqué que 5 points (6 avec la victoire à 3 points)...

## Les 10 clubs participants
| \| Reykjavik : · Valur - KR - Fram ÍBK Keflavík Stjarnan Gardabaer ÍA Akranes UMF Skallagrimur ÍBV Vestmannaeyjar UMF Grindavík Leiftur Ólafsfjörður \| Clubs participants |
| Reykjavik : · Valur - KR - Fram ÍBK Keflavík Stjarnan Gardabaer ÍA Akranes UMF Skallagrimur ÍBV Vestmannaeyjar UMF Grindavík Leiftur Ólafsfjörður                          |

| Club                 | Classement 1996 | Stade              | Ville          |
| -------------------- | --------------- | ------------------ | -------------- |
| ÍA Akranes           | 1               | Akranesvöllur      | Akranes        |
| Fram Reykjavik       | 2. Deild        | Laugardalsvöllur   | Reykjavik      |
| Stjarnan Gardabaer   | 6               | Stjörnuvöllur      | Garðabær       |
| UMF Grindavík        | 7               | Grindavíkurvöllur  | Grindavík      |
| ÍBK Keflavík         | 8               | Keflavíkurvöllur   | Keflavík       |
| KR Reykjavik         | 2               | KR-völlur          | Reykjavik      |
| Leiftur Ólafsfjörður | 3               | Olafsfjörðurvöllur | Ólafsfjörður   |
| UMF Skallagrimur     | 2. Deild        | Skallagrímsvöllur  | Borgarnes      |
| Valur Reykjavik      | 5               | Hlíðarendi         | Reykjavik      |
| ÍBV Vestmannaeyjar   | 4               | Hásteinsvöllur     | Vestmannaeyjar |

## Compétition

### Classement
Le barème de points servant à établir le classement se décompose ainsi :
- Victoire : 3 points
- Match nul : 1 point
- Défaite : 0 point

| Rang | Équipe               | Pts | J  | G  | N | P  | Bp | Bc | Diff |
| ---- | -------------------- | --- | -- | -- | - | -- | -- | -- | ---- |
| 1    | ÍBV Vestmannaeyjar   | 37  | 18 | 11 | 4 | 3  | 43 | 18 | +25  |
| 2    | ÍA Akranes T         | 35  | 18 | 11 | 2 | 5  | 42 | 24 | +18  |
| 3    | Leiftur Ólafsfjörður | 30  | 18 | 8  | 6 | 4  | 37 | 17 | +20  |
| 4    | Fram Reykjavik P     | 29  | 18 | 8  | 5 | 5  | 29 | 23 | +6   |
| 5    | KR Reykjavik         | 27  | 18 | 7  | 6 | 5  | 35 | 26 | +9   |
| 6    | ÍBK Keflavík C       | 24  | 18 | 7  | 3 | 8  | 21 | 28 | -7   |
| 7    | UMF Grindavík        | 22  | 18 | 6  | 4 | 8  | 21 | 29 | -8   |
| 8    | Valur Reykjavik      | 21  | 18 | 6  | 3 | 9  | 21 | 36 | -15  |
| 9    | UMF Skallagrímur P   | 18  | 18 | 5  | 3 | 10 | 23 | 36 | -13  |
| 10   | Stjarnan Gardabaer   | 7   | 18 | 1  | 4 | 13 | 14 | 39 | -25  |

|  | Qualifié pour la Ligue des champions 1998-1999 |
|  | Qualifié pour la Coupe des Coupes 1998-1999    |
|  | Qualifié pour la Coupe UEFA 1998-1999          |
|  | Qualifié pour la Coupe Intertoto 1998          |
|  | Relégation en 2. Deild                         |

### Matchs
| Résultats (▼dom., ►ext.)                                   | Skal | Val | KR  | ÍA  | ÍBV | Fram | Olaf | Kefl | Stja | Grin |
| UMF Skallagrímur                                           |      | 0-2 | 6-2 | 0-1 | 0-3 | 2-4  | 3-0  | 0-1  | 1-1  | 3-2  |
| Valur Reykjavik                                            | 1-1  |     | 3-1 | 2-1 | 0-4 | 0-2  | 0-5  | 2-1  | 3-0  | 0-0  |
| KR Reykjavik                                               | 4-0  | 6-1 |     | 4-0 | 3-2 | 4-2  | 0-0  | 1-2  | 0-0  | 0-1  |
| ÍA Akranes                                                 | 6-0  | 3-2 | 4-2 |     | 1-3 | 3-2  | 0-0  | 3-0  | 6-2  | 3-1  |
| ÍBV Vestmannaeyjar                                         | 3-1  | 3-0 | 1-2 | 3-1 |     | 1-1  | 3-2  | 5-1  | 5-0  | 2-1  |
| Fram Reykjavik                                             | 1-0  | 2-0 | 1-1 | 1-2 | 1-1 |      | 1-1  | 3-1  | 1-0  | 2-2  |
| Leiftur Ólafsfjörður                                       | 1-0  | 1-1 | 1-1 | 1-0 | 3-1 | 0-1  |      | 3-0  | 2-2  | 4-1  |
| ÍBK Keflavík                                               | 2-3  | 2-0 | 1-1 | 1-1 | 1-1 | 1-0  | 0-1  |      | 2-1  | 2-0  |
| Stjarnan Gardabaer                                         | 1-2  | 1-3 | 0-2 | 0-3 | 0-0 | 2-3  | 2-0  | 1-3  |      | 0-1  |
| UMF Grindavík                                              | 1-1  | 3-1 | 1-1 | 0-4 | 0-2 | 2-1  | 1-2  | 2-0  | 2-1  |      |
| - Victoire à domicile - Match nul - Victoire à l'extérieur |      |     |     |     |     |      |      |      |      |      |

## Bilan de la saison
| Tableau d'Honneur                 |                    |
| Compétition                       | Vainqueur          |
| Championnat d'Islande de football | ÍBV Vestmannaeyjar |
| Coupe d'Islande de football       | ÍBK Keflavík       |
| Coupe de la Ligue                 | ÍBV Vestmannaeyjar |
| Supercoupe d'Islande de football  | ÍA Akranes         |

| Qualifications européennes    |                      |
| Ligue des champions 1998-1999 | Qualifié             |
| 1er tour                      | ÍBV Vestmannaeyjar   |
| Coupe des Coupes 1998-1999    | Qualifié             |
| 1er tour                      | ÍBK Keflavík         |
| Coupe UEFA 1998-1999          | Qualifié             |
| 1er tour                      | ÍA Akranes           |
| Coupe Intertoto 1998          | Qualifié             |
| 1er tour                      | Leiftur Ólafsfjörður |

| Promotion et relégation |                                     |
| Relégués en 2. Deild    | UMF Skallagrímur Stjarnan Gardabaer |
| Promus en 1. Deild      | þrottur Reykjavik IR Reykjavik      |

## Meilleurs buteurs
| # | Buteurs                  | Clubs                | Nb de Buts |
| - | ------------------------ | -------------------- | ---------- |
| 1 | Tryggvi Guðmunðsson      | ÍBV Vestmannaeyjar   | 19         |
| 2 | Andri Sigþórsson         | KR Reykjavik         | 14         |
| 3 | þorvaldur Sigurbjörnsson | Leiftur Ólafsfjörður | 8          |
| 3 | Steingrimur Johannesson  | ÍBV Vestmannaeyjar   | 8          |